# Schwackenreuter Baggerseen-Rübelisbach
Das Gebiet Schwackenreuter Baggerseen-Rübelisbach ist ein mit Verordnung vom 19. Mai 2006 der Regierungspräsidien Freiburg und Tübingen ausgewiesenes Naturschutzgebiet (NSG-Nummern 3.273 und 4.202) in den baden-württembergischen Landkreisen Konstanz und Sigmaringen in Deutschland.

## Lage
Das aus zwei Teilflächen bestehende, rund 104 Hektar große Naturschutzgebiet Schwackenreuter Baggerseen-Rübelisbach gehört naturräumlich zu den Donau-Ablach-Platten. Es liegt auf der Europäischen Hauptwasserscheide Rhein/Donau, etwa dreieinhalb Kilometer östlich der Mühlinger und viereinhalb Kilometer südwestlich der Sauldorfer Ortsmitte, in den Gemarkungen Sauldorf und Boll (zu Sauldorf), Mainwangen (zu Mühlingen) sowie Mindersdorf (zu Hohenfels), auf einer durchschnittlichen Höhe von 624 m ü. NHN.
Die größere südliche Teilfläche des NSG umfasst den Bereich der Baggerseen, die kleinere nördliche Teilfläche liegt am Rübelisbach in Sauldorf.

## Beschreibung
Das Schutzgebiet umfasst die Talniederung der Mindersdorfer Aach sowie der ehemaligen Ablach und ihrer Zuflüsse im Bereich der durch Kiesabbau entstandenen Seenplatte. Es ist von sechs großen und vier kleinen Stillgewässern, dem Fließgewässersystem und bewirtschaftetem Grünland geprägt.
Geologisch betrachtet stehen hier quartäre Schotter, Auenlehm und Kiese einer rißeiszeitlichen Altmoräne, die von einer würmeiszeitlichen Schmelzwasserrinne zerschnitten wurde, an.

## Lebensräume
Im Schutzgebiet sind „Natürliche eutrophe Seen mit Ufer- und Wasserpflanzenvegetation“ (3150), „Fließgewässer der planaren bis montanen Stufe mit Vegetation des Flutenden Wasserhahnenfußes (Ranunculus fluitans)“ (3260), „Magere Flachland-Mähwiesen“ (6510), „Kalkreiche Niedermoore“ (7230) sowie „Erlen- und Eschenwälder an Fließgewässern“ (91E0) als Lebensraumtypen beschrieben.

## Schutzzweck
Wesentlicher Schutzzweck des Naturschutzgebietes ist die Erhaltung und Entwicklung der Baggerseen, Fließgewässer und angrenzende Flächen als
- Brut-, Rast- und Nahrungsgebiet vielfältiger, teils hochgradig gefährdeter Vogelarten,
- Lebensraum der kleinen Flussmuschel, zahlreicher gefährdeter Amphibien-, Kleinfischarten und Wasserinsekten,
- Talraum mit dominierender Grünlandnutzung und Flachmooren, dessen Offenhaltung und extensive Nutzung gesichert und entwickelt werden soll.

## Flora und Fauna
Außer den oben genannten Tieren sind etliche, zum Teil vom Aussterben bedrohte Arten (Auswahl) in den unterschiedlichen Lebensräumen des Schutzgebiets nachgewiesen.

### Flora
- In den Glatthaferwiesen: Bach-Nelkenwurz (Geum rivale), Echter Kümmel (Carum carvi), Kuckucks-Lichtnelke (Silene flos-cuculi), Sumpf-Schafgarbe oder Bertram-Schafgarbe (Achillea ptarmica), Sumpf-Vergissmeinnicht (Myosotis scorpioides), Wald-Simse (Scirpus sylvaticus) und Wasser-Greiskraut (Senecio aquaticus).
- Entlang der Wiesengräben: Acker-Witwenblume (Knautia arvensis), Blutwurz (Potentilla erecta) und Echte Betonie (Betonica officinalis)
- In den Flachmooren: Blaugrüne Segge (Carex flacca), Kriech-Weide (Salix repens), Prachtnelke (Dianthus superbus), Schnabel-Segge (Carex rostrata), Sommer-Adonisröschen (Adonis aestivalis), Sumpf-Herzblatt (Parnassia palustris), Sumpf-Labkraut (Galium palustre) und Sumpf-Schachtelhalm oder Duwock (Equisetum palustre)

### Fauna
- Amphibien: Bergmolch (Ichthyosaura alpestris), Kreuzkröte (Epidalea calamita) und Teichfrosch (Pelophylax „esculentus“)
- Insekten: 25 Tagfalterarten sind im Schutzgebiet beobachtet worden, acht davon werden in der Roten Liste gefährdeter Arten Baden-Württembergs geführt.
- Fische: Groppe (Cottus gobio)
- Reptilien: Blindschleiche (Anguis fragilis), Waldeidechse (Zootoca vivipara) und Zauneidechse (Lacerta agilis)
- Vögel: Beutelmeise (Remiz pendulinus), Eisvogel (Alcedo atthis), Feldlerche (Alauda arvensis), Flussregenpfeifer (Charadrius dubius), Kiebitz (Vanellus vanellus), Rohrammer (Emberiza schoeniclus), Rohrdommel (Botaurus stellaris), Rohrweihe (Circus aeruginosus), Rotmilan (Milvus milvus), Schwarzhalstaucher (Podiceps nigricollis), Schwarzkehlchen (Saxicola rubicola), Schwarzmilan (Milvus migrans), Schwarzstorch (Ciconia nigra), Teichrohrsänger (Acrocephalus scirpaceus), Weißstorch (Ciconia ciconia), Wiesenweihe (Circus pygargus) und Zwergtaucher (Tachybaptus ruficollis)
- Weichtiere: Bachmuschel (Unio crassus)

### Zusammenhang mit anderen Schutzgebieten
Das Naturschutzgebiet Schwackenreuter Baggerseen-Rübelisbach grenzt an das Naturschutzgebiet Sauldorfer Baggerseen (3.198 und 4.235), im Osten an das Naturschutzgebiet Waltere Moor (3.157 und 4.133) und ist Teil sowohl des FFH-Gebiets „Ablach, Baggerseen und Waltere Moor“ (8020341) als auch des Naturparks Obere Donau.